# Доробна
Доробна (пол. Dorobna) — село в Польщі, у гміні Коло Кольського повіту Великопольського воєводства.